# Txekovo
Txekovo (en rus: Чеково) és un poble de l'óblast de Vladímir, a Rússia, segons el cens del 2010 tenia 442 habitants. Pertany al districte municipal de Iúriev-Polski.